# Ведьма (фильм, 2015)
«Ведьма» или «Ведьма: Сказка Новой Англии» (англ. The VVitch: A New-England Folktale) — американский мистический фильм ужасов, вышедший в 2015 году. Режиссёрский дебют Роберта Эггерса. Главные роли исполнили Аня Тейлор-Джой, Ральф Айнесон и Кейт Дики. Фильм рассказывает о пуританской семье XVII века, которая покинула поселение и основала ферму рядом с лесом в Новой Англии. Вскоре после переселения с семьёй начинают происходить пугающие вещи.
Премьера состоялась на кинофестивале Сандэнс 27 января 2015 года. Премьера в кинотеатрах США состоялась 19 февраля 2016 года. Фильм получил одобрение критиков и имел кассовый успех, собрав более 40 млн долларов при бюджете около 4 млн. На DVD и BluRay в России фильм вышел 25 июля 2016 года.

## Сюжет
Действие фильма происходит в 1630 году в Новой Англии. Пуританская община изгоняет поселенца Уильяма вместе с женой Катериной и их детьми (дочерью Томасин, сыном Калебом, близняшками Джонасом и Мэрси) из-за поругания им законов церкви и общины «гордым тщеславием». Семья строит ферму на окраине леса, спустя несколько месяцев у них рождается ещё один ребёнок — Сэмюэл. Однако вскоре он пропадает рядом с лесом, когда за ним присматривала Томасин, и семья решает, что его похитил волк. Позже младенца показывают в жилище ведьмы, убивающей его для получения колдовской мази, которой она затем обмазывает себя.
Исчезновение сына полностью опустошает Катерину, которая начинает проводить дни в молитвах и слезах. Втайне от неё Уильям вместе с Калебом отправляются в лес для охоты, так как посаженная кукуруза пострадала от неизвестной болезни. Там ребёнок интересуется судьбой души своего пропавшего некрещёного брата, а отец рассказывает о продаже серебряного кубка супруги для покупки оружейных припасов. Уильям пытается подстрелить зайца, но промахивается, по возвращении домой Калеб врёт матери о целях похода, рассказав о поисках яблок. На ферме близнецы играют с козлом по прозвищу Чёрный Филипп, который, по их словам, разговаривает. Калеб начинает испытывать физическое влечение к своей старшей сестре. Катерина заявляет мужу, что считает Томасин виновной в исчезновении сына.
На следующий день Томасин и Калеб, взяв лошадь и ружьё, отправляются на охоту. Там они снова встречают зайца, которого преследуют мальчик и собака по кличке Птицелов. Но лошадь пугается зверька и в панике убегает, Томасин падает с неё и теряет сознание. Калеб теряется в лесу и обнаруживает распотрошённый труп пса, после чего выходит к хижине, где его встречает и целует некая девушка. Томасин приходит в себя и вскоре её находит отец, однако судьба брата неизвестна. Катерина обвиняет старшую дочь в пропаже Калеба и своего кубка, но Уильям признаётся в продаже предмета. При проверке козлиного стойла Томасин обнаруживает Калеба, обнажённого и заболевшего.
Катерина считает болезнь сына результатом ведьминого колдовства, с которым связана Томасин. Калеба решают исцелить семейной молитвой, в ходе которой он приходит в себя и в порыве религиозного экстаза объявляет о своей любви к Иисусу Христу, после чего умирает. Отец советует дочери признаться в колдовстве, так как скрыть произошедшее от других уже не получится, и гневается, когда дочь упрекает его в лицемерии и бездеятельности. Близнецы обвиняют Томасин в колдовстве, вспомнив её прошлые угрозы, а она инкриминирует им это же из-за предполагаемой способности говорить с Чёрным Филиппом. Разгневанный их поведением, Уильям запирает детей в стойле вместе с животными до следующего дня. Ночью в строение через крышу проникает ведьма, начавшая пить кровь у животных. Катерине видится как её якобы посещают Калеб и Сэмюэл вместе с серебряным кубком, старший сын обещает вернуться вновь вместе с некой книгой, прося не говорить об этой встрече отцу. Она начинает кормить младенца, в реальности оказавшегося вороном, исклевавшим её грудь до крови.
Утром Уильям обнаруживает обескровленных животных рядом с разрушенным стойлом, близнецы исчезли, а Томасин лежит без сознания с окровавленными руками. На него нападает Чёрный Филипп и убивает его. Катерина в отчаянии набрасывается на Томасин, и та от безвыходности убивает её при самообороне. Измождённая Томасин засыпает, после чего ночью приходит к Чёрному Филиппу, спрашивая о том, «что он может дать». Дьявол предстаёт в облике человека и предлагает богатую жизнь, прося девушку расписаться в лежащей рядом с ней книге, а из-за её неграмотности самолично направляет руку. После этого обнажённая Томасин вместе с козлом отправляются в лес на шабаш. Ведьмы начинают подниматься в воздух, что затем повторяет и Томасин.

## Команда
| Актёр           | Роль                  |
| --------------- | --------------------- |
| Аня Тейлор-Джой | Томасин               |
| Ральф Айнесон   | Уильям                |
| Кейт Дики       | Катерина              |
| Харви Скримшо   | Калеб                 |
| Лукас Доусон    | Джонас                |
| Элли Грэйнджер  | Мэрси                 |
| Джулиан Ричингс | губернатор            |
| Батшеба Гарнетт | ведьма                |
| Вахаб Каудхри   | голос Чёрного Филлипа |

- Продюсеры: Дэниэл Бекерман, Ларс Кнудсен, Джоди Редмонд, Родриго Тейшейра, Джей Ван Хой, Томас Бенски, Джонатан Бронфман, Джоэль Берч, Брайан Кэмпбелл, Розали Чилелли, Крис Коламбус, Элинор Коламбус, Марк Жингра, Джулия Годзинская, Лорен Абер, Александра Джонс, Этан Лазар, Софи Мас, Лон Мольнар, Лукас Очоа, Майкл Сэклер, Алекс Сагалчик, Лоренцо Сантанна
- Режиссёр: Роберт Эггерс
- Автор сценария: Роберт Эггерс
- Художник-постановщик: Крэйг Лэтроп
- Художник по декорациям: Мэри Керклэнд
- Художник по костюмам: Линда Мьюир
- Композитор: Марк Корвен
- Оператор: Джарин Блашке
- Монтаж: Луиз Форд

## Производство

### Разработка
Режиссёр фильма Роберт Эггерс также был и автором сценария. Картина была частично основана на детском увлечении Эггерса ведьмовской тематикой, а некоторые сцены — на детских фантазиях режиссёра. После безуспешных попыток снять фильмы, которые были «слишком странными, слишком непонятными», он осознал, что придётся снимать более обычную вещь. В одном из интервью он сказал: «Если я собираюсь снять жанровый фильм, он должен быть личным и он должен быть хорошим». Режиссёр Альфонсо Куарон прочитал сценарий «Ведьмы» в 2013 году и сказал, что он вызвал у него нечто «большее, чем просто любопытство». Режиссёр старался наиболее точно передать атмосферу тех времён, для чего изучал исторические источники и консультировался с историками, в частности, он обратился к записям Джона Уинтропа, одного из основателей пуританских общин в Новой Англии. По его словам, для пуритан реальный мир и мир сказок составляли одно целое, существование ведьм пуритане не подвергали сомнению. Эггерс хотел, чтобы зритель почувствовал «кошмар пуритан». Помимо этого съёмочная группа сотрудничала с английскими и американскими музеями, консультантами по истории Англии XVII века и сельскому хозяйству. Режиссёр хотел снимать в Новой Англии, но из-за отсутствия налоговых льгот пришлось отправиться в Канаду, что вызвало трудности из-за поиска подходящей лесной среды. Итоговой локацией стал посёлок под названием Киоск в канадской провинции Онтарио. Кастинг проходил в Англии, так как Эггерс хотел добиться подлинного английского акцента, чтобы представить семью, недавно прибывшую в Плимут. Ральф Айнесон специально для съёмок сбросил тридцать килограммов, он также занимался йогой, сел на диету и «рубил много дров». Перед началом съёмок у актёров была неделя, чтобы привыкнуть друг к другу и к животным, с которыми им предстоит сниматься.

### Съёмки
Чтобы придать фильму больше реализма, при съёмках использовалось естественное освещение, а в сценах в помещении единственным источником света были свечи. Также Эггерс решил стилизовать шрифт в названии фильма под нужный исторический период (вместе буквы «W» в названии, написаны две «VV»): по словам режиссёра, он нашёл брошюру о колдовстве Яковианской эпохи, в которой использовалось такое правописание, а также другие документы того времени на данную тематику, к тому же он говорил, что такое написание выглядит «красиво и транспозитивно». В декабре 2013 года к команде присоединилась художник по костюмам Линда Мьюир. С первой недели января 2014 года Линда начала работу над костюмами, исходя из сильно ограниченного бюджета фильма. Далее режиссёр предоставил Мьюир несколько книг об одежде нужного периода, также Линда сама нашла несколько изданий XVII века, в итоге изучив 35 книг об одежде Яковианской эпохи. Все костюмы членов семьи и ведьм были сшиты из шерсти, льна или конопли, избегалась хлопчатобумажная ткань, потому что в то время в Англии она не использовалась для пошива одежды. Конопляная ткань использовалась для пошива рубашек; лён для фартуков, воротников, платков на шею, и манжетов; шерсть для дублетов, жилеток, юбок, курток, плащей и платьев. Мьюир также проводила тщательные исследования по поводу каждой детали всех костюмов, что помогло заранее точно просчитать денежные затраты на одежду и максимально сократить расходы.
Первоначально по сценарию фильм должен был начинаться со сцены, в которой Томасин играет с ребёнком, когда того похищает ведьма, но в процессе работы режиссёр понял, что нужно показать зрителям предысторию семьи. Зал здания суда из начала фильма, где семью изгоняют из города, был построен в заброшенной лесопилке. Люди, занимающие этот зал, были разделены по половому признаку, как и подобает кальвинистской общине 1630-х годов. Кадр из задней части телеги, в сцене где семья покидает город, был одним из немногих кадров, снятых в Массачусетсе. Часть съёмок была осложнена досаждающими роями комаров и чёрных мух, из-за чего съёмочная группа была вынуждена носить защитное снаряжение. В сцене, где ведьма бежит по лесу с ребёнком в руках, ведьму сыграла гримёр фильма Трейси Лоудер. В сцене, где голая ведьма перемалывает убитого младенца в ступе, была использована компьютерная графика. Интимные участки тела актрисы были прикрыты одеждой и задачей мастеров по спецэффектам было «затереть» одежду, чтобы ведьма выглядела голой. «Этот конкретный кадр обеспокоил многих, и я думаю, что те милые ребята из CG в Торонто навсегда возненавидят меня», — говорил Роберт Эггерс. Эггерс хотел, чтобы декорации были построены с максимальной исторической точностью, и поэтому пригласил кровельщика и плотника из Вирджинии и Массачусетса соответственно, которые имели опыт строительства в стиле того периода. В итоге режиссёру так понравился интерьер дома семьи, который выстроили декораторы, что он даже расплакался, когда первый раз его увидел. Зайца, который появляется в фильме, сыграла зайчиха Диззи, вместе ней на съёмочной площадке был дрессировщик, которому было всего шестнадцать лет. Козла, который сыграл Чёрного Филлипа, в реальности звали Чарли. Эггерс вспоминал, что работать с животными было сложнее всего. «Каждая сцена с козлом была очень сложной для съёмки… Я не знаю, можно ли выдрессировать козла», — говорил режиссёр. В сценах где «Чёрный Филлип» находился рядом с детьми, его держали на поводке, а потом при помощи компьютерной графики поводок убирали. Так же графика использовалась и в сцене, где Калебу разрезают кожу на виске, чтобы сделать кровопускание. Сцена, в которой ворон клюёт сосок Кэтрин, а она воображает, что это её ребёнок, была снята за один дубль, птица была хорошо обучена, а на груди актрисы был специальный протез. Роберт Эггерс рассказывал, что в отличие от коз и собак, лошадь, показанная в фильме, является аутентичной породой для того времени. Ведьму в обличии молодой, сексуальной девушки сыграла австралийская модель нижнего белья Сара Стефенс. Сцене, где она появляется и целует актёра Харви Скримшо, считается первым поцелуем в его жизни. Все сверхъестественные моменты в фильме были сняты с чуть более высокой частотой кадров, «27 или 29». В одной из последних сцен в фильме, где дьявол разговаривает с Томасин, он произносил слова из текстов того времени, которые смог найти режиссёр при подготовке к фильму. Изначально, видимо, режиссёр планировал показать в конце фильма дьявола в полный рост, так как на его роль выбирали «самого красивого мужчину, которого вы когда-либо видели в своей жизни». На заказ был специально сшит сложный костюм, расшитый «золотом, драгоценностями, шпорами, перьями петуха, бобровым мехом, серьгами». Но в итоге в той сцене показаны только ноги дьявола на заднем плане, за спиной Томасин. Движения ведьм, извивающихся вокруг костра на шабаше в конце фильма, были основаны на японских танцах буто. Эггерс нашёл хореографа буто в Торонто по имени Дениз Фудживара, у которой «была группа женщин разного возраста и телосложения, готовых голыми сыграть ведьм», и она поставила с ними данную сцену.
Изначальный хронометраж составлял 97 минут, после финального монтажа продолжительность сократилась до 93 минут.

### Музыка
| №                   | Название                | Длительность |
| ------------------- | ----------------------- | ------------ |
| 1.                  | «What Went We»          | 1:58         |
| 2.                  | «Banished»              | 1:52         |
| 3.                  | «A Witch Stole Sam»     | 2:13         |
| 4.                  | «Hare in the Woods»     | 1:30         |
| 5.                  | «I Am the Witch Mercy»  | 1:17         |
| 6.                  | «Foster the Children»   | 1:18         |
| 7.                  | «Caleb Is Lost»         | 1:48         |
| 8.                  | «Caleb's Seduction»     | 3:05         |
| 9.                  | «Caleb's Death»         | 5:25         |
| 10.                 | «William and Tomasin»   | 2:39         |
| 11.                 | «William's Confession»  | 4:08         |
| 12.                 | «The Goat & the Mayhem» | 3:28         |
| 13.                 | «Follow the Goat»       | 1:15         |
| 14.                 | «Witch's Coven»         | 2:14         |
| 15.                 | «Isle of Wight»         | 1:41         |
| 16.                 | «Standish»              | 2:27         |
| Общая длительность: | Общая длительность:     | 38:18        |

11 марта на CD и виниловых пластинках вышел саундтрек к фильму в исполнении композитора Марка Корвена. Корвен написал музыку для фильма, которая стремилась быть «напряжённой и диссонирующей», сосредоточившись на минимализме. Эггерс наложил вето на использование любых электронных инструментов и «не хотел никакой традиционной гармонии или мелодии в партитуре», и поэтому Корвен решил создать музыку с нетипичными инструментами, включая никельхарпу и вотерфон. Он знал, что режиссёру нравится сохранять креативный контроль, поэтому он полагался на свободную игру, сосредоточенную на импровизации, «чтобы Эггерс мог вносить пожелания, когда захочет». Для некоторых эмоциональных моментов в фильме использовались громкий стук барабанов и хоровой женский вокал (который режиссёру предложил использовать Корвен), такая музыка отсылает к саундтреку фильма «Суспирия» (1977) Дарио Ардженто. В записи принимал участие хор The Element Choir из Торонто, который специализируется на импровизации. Эмоциональная окраска мелодии была вдохновлена мрачными картинами Франсиско Гойя и струнной музыкой XVII века исполненной на инструментах того времени, а также диссонирующей, атональной музыкой XX века.

## Темы
По мнению аналитиков, фильм выходит за рамки традиционного жанра ужасов и попадает в потенциально новую категорию, получившую название «возвышенный ужас». Его воздействие осуществляется не с помощью страха, а с помощью атмосферы и сценографии. Стилистически это представлено в фильме экспрессионистским освещением, использованием различных видов камер для проведения тематических границ, монтажом, используемым для того, чтобы скрыть ужасающие сцены от основного взгляда, и звуковым диссонансом саундтрека. Физически невозможное исчезновение Сэмюэля в начале фильма погружает зрителя в атмосферу фильма.
Сюжет фильма вращается вокруг психологического конфликта, используя репрессивное, патриархальное изображение пуританского общества и мрачное, убийственное воцарение ведьм. Главная героиня, Томасин, питает мирские желания, отличные от желаний её условной христианской семьи, жаждет независимости, сексуальности, принятия и власти. Однако, в то время как её отец и христианский Бог не могут удовлетворить её потребности, Сатана лично обращается к ней, предлагая земные удовольствия. Поэтому, после гибели семьи и отказа от пуританского общества, Томасин присоединяется к Сатане и ведьмам, единственной альтернативе, чтобы обрести долгожданный контроль над собственной жизнью. Её нагота в последней сцене отражает акт её избавления от уз прежнего общества.
Тем не менее, разница между обоими вариантами размывается при вызывании одинакового религиозного фанатизма. Впервые это ощущается в архитектуре собственного дома семьи, который по иронии судьбы напоминает архетипический домик ведьмы, намекая на постепенное раскрытие того, что зло уже заложено в них. С другой стороны, искушение Томасин Сатаной также приобретает черты идеологического груминга, постепенно отдаляя её от семьи. В конце, несмотря на вновь обретённое предназначение и восторженный смех на шабаше, Томасин не избавилась от своей прежней религиозности, а лишь изменила её направление, обратившись к убийствам в обмен на свободу.
Символический конфликт между цивилизацией и природой также присутствует во всех аспектах фильма. Семья живёт рядом с тёмным лесом — местом, связанным с колдовством в их культуре, что подчёркивает конфликт между их цивилизованной, патриархальной религией и готическим, диким миром природы, который их окружает. Лес, как и состояние наготы, ассоциируется с чудовищностью, с нетронутой дикой природой, где появляется запретная раскрепощённость и сексуальность. Соответственно, Калеб возвращается обнажённым после соблазнения ведьмой, сами ведьмы совершают свои действия обнажёнными, и Томасин в конце концов принимает эти правила, присоединившись к ним. В конце фильма природа торжествует над своим противником: отождествляемый с древнегреческим божеством дикой природы Паном, козёл Чёрный Филипп убивает главу семьи Уильяма, орудующего топором, что метафорически можно рассматривать как поглощение человека природой.

## Анализ
Дэвид Черч, автор книги «Пост-хоррор: искусство, жанр и культурный подъём» (англ. Post-Horror: Art, Genre and Cultural Elevation) отмечал, что использование красивых, но безлюдных пейзажей в фильме должно показать зрителю «величие природы». Она является одновременно «чудесным и ужасающим в своем холодном безразличии к человеческим формам, которые затмевает». Черч отмечает, что Эггерс как и многие родоначальники «готики и хоррор-фантастики» использует такие пейзажи в качестве декораций. Том Кокрейн утверждает, что подобная возвышенность в отношении пейзажей, вызывающая страх и притяжение, может быть связана с «эмоциональным чувством самоотрицания, когда человек прославляет возвышенный пейзаж, представляя свою собственную малость и слабость по отношению к нему».
Действие фильма происходит вероятно во время антиномианского спора 1630-х годов. Как объясняет Брэндон Графиус, антиномисты, такие как Уильям, «считали, что только сам человек может судить о своих внутренних убеждениях», что бросало вызов позиции колониальных властей, согласно которой «только официально признанные служители церкви могли определять, кто действительно „обращён“ и, следовательно, кто должен считаться полноправным членом» колонии Массачусетского залива. В той сцене где Томасин играет с Сэмюэлем и его похищает ведьма, камера поднимается вверх от одеяла, на котором лежал ребёнок, и зритель видит только ветку, качающуюся на краю леса, куда детям запрещено входить. Адам Чарльз Харт отмечает, что эта сцена и некоторые другие в фильме используют «чередование монтажных кадров и нарушение сценографического пространства для создания напряжения» похожего на скример — но с несколько противоположным эффектом: вместо шокирующего появления монстра зритель внезапно остаётся один на один со зловещей пустотой.

## Релиз
Мировая премьера состоялась на кинофестивале «Сандэнс» 27 января 2015 года, где фильм «произвёл фурор», а Роберт Эггерс получил приз за лучшую режиссуру. Фильм был также показан в секции специальных презентаций на кинофестивале в Торонто 18 сентября 2015 года, где получил приз за лучших дебютный фильм. Права на дистрибуцию картины приобрели A24 и DirecTV Cinema. Из-за положительной реакции зрителей в ходе ограниченных показов было решено начать широкий кинопрокат 19 февраля 2016 года, в 2000 кинотеатрах, позже число экранов увеличилось до 3000.
Фильм был выпущен на Blu-ray и в цифровом HD 17 мая 2016 года в США. Blu-ray в формате 4K Ultra HD был выпущен 23 апреля 2019 года. В России фильм вышел одновременно на DVD и Blu-Ray 25 июля 2016 года.

## Приём

### Кассовые сборы
По состоянию на октябрь 2016 года фильм собрал 25,1 млн долларов в Северной Америке и 15,3 млн в других странах.
В Канаде и США согласно прогнозам сборы картины должны были составить 5—7 млн долларов от проката в 2 046 кинотеатрах в первый уикенд и второе место после фильма «Восставший» (7—12 млн долларов), что совпадало бы с будущими сборами фильма «Сила воли» (4—7 млн долларов). В первый день картина собрала 3,3 млн долларов и 8,8 по итогам первой недели и заняла четвёртое место в бокс-офисе после фильмов «Дэдпул» (56,5 млн долларов), «Кунг-фу панда 3» (12,5 млн) и «Восставший» (11,8 млн).

### Реакция зарубежных критиков
Критики и журналисты часто отмечают стремление Роберта Эггерса к достоверности в своих фильмах и большому вниманию к различным деталям.
Писатель Шон Хатчинсон называет фильм одним из самых страшных и умных фильмов ужасов, снятых за последние годы. Многие критики заметили в «Ведьме» большое влияние фильмов Романа Полански, сам же режиссёр говорит, что больше вдохновлялся фильмом «Сияние» Стенли Кубрика.
«Ведьма» получила в основном положительные отзывы от кинокритиков. Агрегатор рецензий Rotten Tomatoes дал картине рейтинг в 90 %, основываясь на 205 обзорах, со средней оценкой 7,8/10. Агрегатор рецензий Metacritic дал ей 83 балла из 100 возможных на базе 46 рецензий. Согласно опросам CinemaScore, зрители дали фильму среднюю оценку C- по шкале от A+ до F.
После просмотра фильма Стивен Кинг написал у себя в твиттере: «Ведьма напугала меня до чёртиков. И это настоящее кино, напряжённое, заставляющее думать и чувствовать».
Джастин Чанг, написал в Variety: «Яростно преданный своему делу ансамбль и изысканное чувство исторических деталей сговорились наложить очень атмосферное заклятие на „Ведьму“, поразительно реализованную историю о том, как семья из Новой Англии середины XVII века неуклонно погружается в религиозную истерию и безумие». Йохана Деста из Mashable заявила, что «Ведьма» — это «потрясающе созданный опыт, который заставит вас искать церковь, как только вы выйдете из кинотеатра». Питер Трэверс в своей рецензии в Rolling Stone дал фильму 3,5 звезды и написал о нём: «Строя свой фильм на дьявольских последствиях пуританских репрессий, Эггерс поднимает „Ведьму“ намного выше жанра ужасов. Ему не нужны дешевые трюки. Эггерс просто заставляет нас заглянуть внутрь». Стефани Захарек охарактеризовала фильм в Time как «триумф тона», написав: «Хотя Эггерс крайне сдержан — то, чего вы не видите, ужасает больше, чем то, что вы видите, — неумолимость картины иногда кажется мучением». Грегори Уэйкман, в статье для CinemaBlend, поставил фильму пять звезд, написав, что «актёрская игра, освещение, музыка, сценарий, дизайн, операторская работа, монтаж и режиссура — всё это сразу же производит впечатление. И в то же время, всё это вместе создает завораживающую историю, которая держит вас в напряжении до самого грандиозного, но захватывающего финала». Энн Хорнадэй написала в газете The Washington Post, что фильм встал в один ряд с такими фильмами ужасов, как «Изгоняющий дьявола», «Омен» и «Ребёнок Розмари», отметив, что «Ведьма» «ведёт себя не столько как подражатель этих классических фильмов, сколько как их родоначальник… это дань уважения режиссёра, который, несмотря на свой статус новичка, кажется, достиг зрелости, полностью контролируя свои огромные силы». Независимый режиссёр Джей Бауман в шоу Red Letter Media назвал его своим любимым фильмом 2016 года, восторженно заявив: «Я люблю его, я считаю его шедевром… Это первый режиссёр, который меня шокировал… потому что создаётся ощущение, что фильм снят кем-то, кто снимает фильмы десятилетиями и является мастером своего дела».
Однако некоторые критики, а также зрители были менее довольны фильмом; Итан Сакс из New York Daily News написал, что, хотя фильм не страдает от операторской работы, актёрской игры или декораций, в самом начале «кажется, что „Ведьма“ пытается найти более высокую метафору для взросления… или религиозной нетерпимости… или нелегкого баланса человека с природой… или чего-то ещё. Однако не сразу, на протяжении полутора часов фильма, это заклинание разрушается». Критики отмечали, что фильм получил негативную реакцию со стороны зрителей из-за тематики фильма и неспешного подхода к ужасам. Лесли Коффин раскритиковала A24, сказав, что было «огромной ошибкой» рекламировать «Ведьму» как страшный фильм ужасов: «Не потому, что он не вписывается в жанр ужасов, а из-за силы ожиданий. Чем меньше вы знаете об этом фильме, тем лучше будут ваши впечатления, но все, кто смотрел его в премьерные выходные, вероятно, пришли туда под впечатлением от рекламной кампании, чтобы получить от него столько, сколько они могли бы получить, если бы ничего о нём не знали». Критик сайта HitFix Крис Эггертсон критиковал мейнстрим Голливуда; он сказал, что «Ведьма» «глубоко проникла под [его] кожу», хотя и утверждал, что в фильме «не было того моментального, приятного для зрителей шока, к которому кинозрители привыкли благодаря таким фильмам, как „Синистер“, „Судная ночь“, „Паранормальное явление“ и всем другим фильмам Blumhouse и Platinum Dunes».
Авторы ужасов Стивен Кинг и Брайан Кин положительно отозвались о фильме; Кинг похвалил фильм в Твиттере, заявив: «Ведьма напугала меня до смерти. И это настоящий фильм, напряженный и заставляющий задуматься, а также интуитивный», а Кин в социальных сетях заявил: «„Ведьма“ — это великолепный, продуманный, страшный фильм ужасов, 90 % людей, находящихся с вами в кинотеатре, будут слишком глупы, чтобы понять его».

### Реакция российских критиков
Вадим Богданов, кинокритик газеты «Новый взгляд», похвалил фильм за хорошо переданную историческую достоверность: «…главная прелесть „Ведьмы“ в интеграции глубочайших знаний и документов, подтверждающих эти знания, по народному фольклору с простой кинематографической историей». Также Богданов отметил хорошие сценарий, режиссуру, атмосферу и музыку в фильме: «Он срежиссировал и написал сценарий. И трудно выделить, в чём он преуспел больше всего».
«Ведьма» — редкое зрелище, при просмотре которого не только не хочется произносить ни слова, ни даже звука, оно на протяжении всех полутора часов заставляет сидеть неподвижно.
Рецензент газеты «Российская газета» Шамиль Керашев отметил то, как хорошо в фильме показана хрупкость человеческих отношений: «…настроение, господствующее в фильме, — тотальная паранойя: члены с виду дружного семейства обманывают друг друга, предают по мелочи, хранят мрачные секреты — и при всём этом упорно отказываются искать корень зла в самих себе». Керашев отмечает хорошую актёрскую игру, в особенности актрису Аню Тейлор-Джой вокруг персонажа которой «строится вся здешняя драматургия».
Журналист сайта «Искусство кино» Дмитрий Комм писал, что атмосфера фильма «обладает гипнотическим воздействием настоящей волшебной сказки: она затягивает в себя зрителя, погружая его в лабиринт мрачных фантазий и архетипических образов, которые врезаются в память… До конца своих дней не забуду кадр с вороном, клюющим женскую грудь». И называет фильм «многоуровневым, несущим в себе множество смыслов». Как и многие другие критики, Комм хвалит актёрскую игру Тейлор-Джой и то как актрисе удалось точно передать возрастной период «пробуждающейся женственности в извращённом, репрессивном окружении».
Борис Хохлов в своей рецензии для сайта Film.ru очень положительно отзывается о декорациях, костюмах и общей воссозданной эпохи тех времён, например тому, что актёры говорят на староанглийском, а некоторые диалоги строились на основе реальных исторических документов той эпохи.

### Религиозность
Джулия Александр из Polygon писала, что «Ведьма» «просит людей попытаться понять, какой была бы жизнь семьи набожных христиан, живущих в уединении, в ужасе от того, что может случиться, если они пойдут против слова Божьего». В журнале The Atlantic Алисса Уилкинсон заявила, что многие фильмы, представленные на кинофестивале «Сандэнс» в 2015 году — «Ведьма», а также «Дни Искушения», «Дон Верден» и «Меня зовут Майкл» — свидетельствуют о «возрождении интереса к религии», и описала «Ведьму» как «леденящую душу историю 1600-х годов о том, как дьявол захватывает набожную, цитирующую Писание семью». Ив Ташнет в статье в The American Conservative, которая также была опубликована в First Things, отметила, что взгляд «Ведьмы» на колдовство «не является ревизионистским», и далее заявила, что фильм «пронизан страхом перед Богом. В фильме иногда упоминается о Его милосердии, но только как о чём-то, о чём нужно молить, а не как о чём-то, на что можно уповать».
Рецензия Адама Р. Хольца в Plugged In, издании консервативной христианской организации Focus on the Family, подвергла фильм резкой критике, заявив следующее: «Уильям абсолютно предан тому, чтобы вести свою семью святостью и путями Господними, и это должно быть хорошо. Но плодом строгой сосредоточенности Уильяма на догматическом благочестии является не снятие бремени, о котором говорится в послании от Матфея 11:30, и не радостное празднование жизни на полную катушку, о чём говорится в послании от Иоанна 10:10; скорее, это глубокий страх и нездоровые размышления об аде, проклятии и силах духовной тьмы». Джош Ларсен из Think Christian, однако, предложил либеральное христианское объяснение развязки фильма, заявив, что «сталкиваясь со злом, семья в фильме дико мечется туда-сюда между „триумфализмом“ и „пораженчеством“, двумя теологическими крайностями», и «отказываясь допустить благодать, они становятся легкой добычей для ведьмы». Эмили ВанДерВерфф из Vox заявила, что: «Компания A24 могла бы с таким же успехом заручиться одобрением, скажем, теологов, увлекающихся кальвинизмом. Действие фильма „Ведьма“ происходит в колониальной Америке, и разворачивается с точки зрения христиан того периода, которые искренне верят, что в лесах вокруг их крошечной фермы обитает какое-то злое, сверхъестественное существо, и в конечном итоге оказываются правы».

## Влияние
Сайт Collider включил «Ведьму» в свой список «10 лучших фильмов ужасов без скримеров». Журнал Vogue поставил фильм на седьмое место в своём списке «12 лучших фильмов о ведьмах». Журнал Flood назвал «Ведьму» «классикой оккультизма». Николас Брукс с сайта CBR в своей статье с разбором фильмографии Роберта Эггерса отмечает, что «Ведьма» помогла зародить новый поджанр ужасов — elevated horror. По мнению ряда критиков «Ведьма» помогла студии A24 закрепить за собой репутацию студии, «создающей фильмы ужасов с гиперформалистским вниманием к деталям, более широкими социальными комментариями и отсылками к фольклору, колдовству, психоделии и сверхъестественному».
Дэвид Черч называет «Ведьму» одним из наиболее влиятельных фильмов в жанре пост-хоррора.

## Награды
| Список наград и номинаций                     | Список наград и номинаций | Список наград и номинаций                  | Список наград и номинаций                            | Список наград и номинаций | Список наград и номинаций |
| Награда                                       | Дата церемонии            | Категория                                  | Получатель                                           | Результат                 | Ссылки                    |
| --------------------------------------------- | ------------------------- | ------------------------------------------ | ---------------------------------------------------- | ------------------------- | ------------------------- |
| Austin Film Critics Association               | 28 декабря 2016           | Лучший дебютный фильм                      | Ведьма                                               | Победа                    | [ 98 ] [ 99 ]             |
| Austin Film Critics Association               | 28 декабря 2016           | Актерский прорыв года                      | Аня Тейлор-Джой                                      | Номинация                 | [ 98 ] [ 99 ]             |
| Boston Society of Film Critics                | 11 декабря 2016           | Лучший новый режиссёр                      | Роберт Эггерс                                        | Победа                    | [ 100 ]                   |
| Bram Stoker Awards                            | 29 апреля 2017            | Превосходное достижение в сценарии         | Роберт Эггерс                                        | Победа                    | [ 101 ]                   |
| Chicago Film Critics Association              | 15 декабря 2016           | Лучшее художественное направление          | Ведьма                                               | Номинация                 | [ 102 ]                   |
| Chicago Film Critics Association              | 15 декабря 2016           | Самый перспективный режиссёр               | Роберт Эггерс                                        | Победа                    | [ 102 ]                   |
| Critics Choice Awards                         | 11 декабря 2016           | Лучший фильм в жанре ужасы/фантастика      | Ведьма                                               | Номинация                 | [ 103 ]                   |
| Empire Awards                                 | 19 марта 2017             | Лучший фильм ужасов                        | Ведьма                                               | Победа                    | [ 104 ]                   |
| Empire Awards                                 | 19 марта 2017             | Лучшая новая актриса                       | Аня Тейлор-Джой                                      | Победа                    | [ 104 ]                   |
| Fangoria Chainsaw Awards                      | 2 октября 2017            | Лучший фильм                               | Ведьма                                               | Победа                    | [ 105 ]                   |
| Fangoria Chainsaw Awards                      | 2 октября 2017            | Лучшая актриса                             | Аня Тейлор-Джой                                      | Победа                    | [ 105 ]                   |
| Fangoria Chainsaw Awards                      | 2 октября 2017            | Лучший актёр второго плана                 | Ральф Айнесон                                        | Номинация                 | [ 105 ]                   |
| Fangoria Chainsaw Awards                      | 2 октября 2017            | Лучший композитор                          | Марк Корвен                                          | Номинация                 | [ 105 ]                   |
| Golden Tomato Awards                          | 12 января 2017            | Лучший фильм ужасов 2016 года              | Ведьма                                               | Победа                    | [ 106 ]                   |
| Golden Trailer Awards                         | 4 мая 2016                | Best Horror                                | «Family»                                             | Победа                    | [ 107 ]                   |
| Golden Trailer Awards                         | 4 мая 2016                | Best Horror TV Spot                        | «Life»                                               | Номинация                 | [ 107 ]                   |
| Golden Trailer Awards                         | 4 мая 2016                | Best Sound Editing in a TV Spot            | «Paranoia»                                           | Победа                    | [ 107 ]                   |
| Gotham Awards                                 | 28 ноября 2016            | Актерский прорыв года                      | Аня Тейлор-Джой                                      | Победа                    | [ 108 ]                   |
| Gotham Awards                                 | 28 ноября 2016            | Премия имени режиссёра Бингама Рея         | Роберт Эггерс                                        | Номинация                 | [ 108 ]                   |
| Independent Spirit Awards                     | 25 февраля 2017           | Лучший дебютный сценарий                   | Роберт Эггерс                                        | Победа                    | [ 109 ]                   |
| Independent Spirit Awards                     | 25 февраля 2017           | Лучший дебютный фильм                      | Ведьма                                               | Победа                    | [ 109 ]                   |
| London Film Critics' Circle                   | 22 января 2017            | Молодой британский / ирландский актёр года | Аня Тейлор-Джой (также за роли в «Морган» и «Сплит») | Номинация                 | [ 110 ]                   |
| London Film Festival                          | 18 октября 2015           | Премия Сазерленда                          | Роберт Эггерс                                        | Победа                    | [ 111 ]                   |
| New York Film Critics Online                  | 11 декабря 2016           | Лучший начинающий режиссёр                 | Роберт Эггерс                                        | Победа                    | [ 112 ]                   |
| Online Film Critics Society                   | 3 января 2017             | Лучший фильм                               | Ведьма                                               | Номинация                 | [ 113 ]                   |
| San Diego Film Critics Society                | 12 декабря 2016           | Актерский прорыв года                      | Аня Тейлор-Джой                                      | Номинация                 | [ 114 ] [ 115 ]           |
| San Francisco Film Critics Circle             | 11 декабря 2016           | Лучший художник постановщик                | Крэйг Лэтроп                                         | Номинация                 | [ 116 ] [ 117 ]           |
| Saturn Awards                                 | 27 июня 2017              | Лучший фильм ужасов                        | Ведьма                                               | Номинация                 | [ 118 ]                   |
| Saturn Awards                                 | 27 июня 2017              | Лучшая начинающая актриса                  | Аня Тейлор-Джой                                      | Номинация                 | [ 118 ]                   |
| Seattle Film Critics Society                  | 5 января 2017             | Лучший фильм года                          | Ведьма                                               | Номинация                 | [ 119 ] [ 120 ]           |
| Seattle Film Critics Society                  | 5 января 2017             | Лучший режиссёр                            | Роберт Эггерс                                        | Номинация                 | [ 119 ] [ 120 ]           |
| Seattle Film Critics Society                  | 5 января 2017             | Лучшая операторская работа                 | Джарин Блашке                                        | Номинация                 | [ 119 ] [ 120 ]           |
| Seattle Film Critics Society                  | 5 января 2017             | Лучшие костюмы                             | Линда Мьюир                                          | Номинация                 | [ 119 ] [ 120 ]           |
| Seattle Film Critics Society                  | 5 января 2017             | Лучшие начинающие актёры                   | Аня Тейлор-Джой                                      | Победа                    | [ 119 ] [ 120 ]           |
| Seattle Film Critics Society                  | 5 января 2017             | Лучшие начинающие актёры                   | Харви Скримшо                                        | Номинация                 | [ 119 ] [ 120 ]           |
| Seattle Film Critics Society                  | 5 января 2017             | Лучший злодей                              | Вахаб Каудхри (голос Чёрного Филлипа)                | Номинация                 | [ 119 ] [ 120 ]           |
| St. Louis Gateway Film Critics Association    | 18 декабря 2016           | Лучший фильм в жанре ужасы/фантастика      | Ведьма                                               | Победа                    | [ 121 ]                   |
| Sundance Film Festival                        | 1 февраля 2015            | Лучший режиссёр                            | Роберт Эггерс                                        | Победа                    | [ 50 ]                    |
| Sundance Film Festival                        | 1 февраля 2015            | Премия Большого жюри                       | Роберт Эггерс                                        | Номинация                 | [ 50 ]                    |
| Toronto Film Critics Association              | 11 декабря 2016           | Лучший дебютный фильм                      | Ведьма                                               | Победа                    | [ 53 ]                    |
| Washington D.C. Area Film Critics Association | 5 декабря 2016            | Лучшая начинающая актриса                  | Аня Тейлор-Джой                                      | Номинация                 | [ 122 ]                   |
| Washington D.C. Area Film Critics Association | 5 декабря 2016            | Лучшая работа художника                    | Крэйг Лэтроп                                         | Номинация                 | [ 122 ]                   |